# بايرون (إلينوي)
بايرون (بالإنجليزية: Byron, Illinois)‏ هي مدينة تقع في الولايات المتحدة في إلينوي. يقدر عدد سكانها بـ 3,753 نسمة .

## التركيبة السكانية
حدّد مكتب تعداد الولايات المتحدة بيانات التركيبة السكانية لبايرون في تعداد الولايات المتحدة. في ما يلي، التركيبة السكانية حسب تعدادي 2000 و2010.

### تعداد عام 2000
بلغ عدد سكان بايرون 2,917 نسمة بحسب تعداد عام 2000، وبلغ عدد الأسر 1,119 أسرة وعدد العائلات 748 عائلة مقيمة في المدينة. في حين سجلت الكثافة السكانية 242.3 نسمة لكل كيلومتر مربع (627.6/ميل2). وبلغ عدد الوحدات السكنية 1,166 وحدة بمتوسط كثافة قدره 96.8 لكل كيلومتر مربع (250.7/ميل2).
وتوزع التركيب العرقي للمدينة بنسبة 97.70% من البيض و0.41% من الأمريكيين الأفارقة و0.14% من الأمريكيين الأصليين و0.31% من الأمريكيين ذوي الأصول الآسيوية و0.31% من الأعراق الأخرى و1.13% من عرقين مختلطين أو أكثر و1.54% من الهسبانيون أو اللاتينيون من أي عرق.
بلغ عدد الأسر 1,119 أسرة كانت نسبة 41.4% منها لديها أطفال تحت سن الثامنة عشر تعيش معهم، وبلغت نسبة الأزواج القاطنين مع بعضهم البعض 51.4% من أصل المجموع الكلي للأسر، ونسبة 12% من الأسر كان لديها معيلات من الإناث دون وجود شريك،  بينما كانت نسبة 3.5% من الأسر لديها معيلون من الذكور دون وجود شريكة وكانت نسبة 33.2% من غير العائلات. تألفت نسبة 28.8% من أصل جميع الأسر من عدة أفراد يعيشون في نفس المنزل ونسبة 13% كانت تتألف من شخص يعيش بمفرده يبلغ من العمر 65 عاماً أو أكثر. وبلغ متوسط حجم الأسرة المعيشية 2.53، أما متوسط حجم العائلات فبلغ 3.15.
بلغ العمر الوسطي للسكان 34.3 عاماً. وكانت نسبة 30.2% من القاطنين تحت سن الثامنة عشر، وكانت نسبة 7.4% بين الثامنة عشر والرابعة والعشرين عاماً، ونسبة 30.2% كانت واقعةً في الفئة العمرية ما بين الخامسة والعشرين والرابعة والأربعين عاماً، ونسبة 17.3% كانت ما بين الخامسة والأربعين والرابعة والستين، ونسبة 11.9% كانت ضمن فئة الخامسة والستين عاماً فما فوق. يوجد لكل 100 أنثى 91.3 ذكر، ويوجد لكل 100 أنثى في الثامنة عشر من عمرها فما فوق 87.5 ذكر.
بلغ متوسط دخل الأسرة في المدينة 37,027 دولارًا، أما متوسط دخل العائلة فبلغ 46,250 دولارًا. وكان متوسط دخل الذكور 40,568 دولارًا مقابل 23,221 دولارًا للإناث. وسجل دخل الفرد الخاص بالمدينة 17,164 دولارًا. وكانت نسبة 6.9% من العائلات ونسبة 7.8% من السكان تحت خط الفقر، وكان من هؤلاء نسبة 9.1% تحت سن الثامنة عشر ونسبة 7.5% في الخامسة والستين من العمر وما فوق.

### تعداد عام 2010
بلغ عدد سكان بايرون 3,753 نسمة بحسب تعداد عام 2010، وبلغ عدد الأسر 1,433 أسرة وعدد العائلات 955 عائلة مقيمة في المدينة. في حين سجلت الكثافة السكانية 311.7 نسمة لكل كيلومتر مربع (807.3/ميل2). وبلغ عدد الوحدات السكنية 1,508 وحدة بمتوسط كثافة قدره 125.2 لكل كيلومتر مربع (324.3/ميل2).
وتوزع التركيب العرقي للمدينة بنسبة 96.32% من البيض و0.91% من الأمريكيين الأفارقة و0.11% من الأمريكيين الأصليين و0.51% من الأمريكيين ذوي الأصول الآسيوية و0.56% من الأعراق الأخرى و1.60% من عرقين مختلطين أو أكثر و2.85% من الهسبانيون أو اللاتينيون من أي عرق.
بلغ عدد الأسر 1,433 أسرة كانت نسبة 39.4% منها لديها أطفال تحت سن الثامنة عشر تعيش معهم، وبلغت نسبة الأزواج القاطنين مع بعضهم البعض 49.3% من أصل المجموع الكلي للأسر، ونسبة 12.4% من الأسر كان لديها معيلات من الإناث دون وجود شريك،  بينما كانت نسبة 5% من الأسر لديها معيلون من الذكور دون وجود شريكة وكانت نسبة 33.4% من غير العائلات. تألفت نسبة 28.3% من أصل جميع الأسر من عدة أفراد يعيشون في نفس المنزل ونسبة 11.9% كانت تتألف من شخص يعيش بمفرده يبلغ من العمر 65 عاماً أو أكثر. وبلغ متوسط حجم الأسرة المعيشية 2.56، أما متوسط حجم العائلات فبلغ 3.14.
بلغ العمر الوسطي للسكان 35.3 عاماً. وكانت نسبة 28.7% من القاطنين تحت سن الثامنة عشر، وكانت نسبة 7.4% بين الثامنة عشر والرابعة والعشرين عاماً، ونسبة 27.7% كانت واقعةً في الفئة العمرية ما بين الخامسة والعشرين والرابعة والأربعين عاماً، ونسبة 22.1% كانت ما بين الخامسة والأربعين والرابعة والستين، ونسبة 14.1% كانت ضمن فئة الخامسة والستين عاماً فما فوق. وتوزع التركيب الجنسي للسكان بنسبة 46.8% ذكور و53.2% إناث.

## أعلام
- ويلسون إيرفاين
- ألبرت سبالدينغ
- تروي دريك